# Fédération des syndicats indépendants de Russie
La Fédération des syndicats indépendants de Russie (FNPR), Federatsiya Nezavisimykh Profsoyuzov Rossii, Федерация Независимых Профсоюзов России (ФHПP)  est la plus importante fédération syndicale de Russie. Elle fut fondée en 1990. Elle est affiliée à la Confédération générale des syndicats.